# Sillago parvisquamis
Sillago parvisquamis es una especie de peces de la familia Sillaginidae en el orden de los Perciformes.

## Distribución geográfica
Se encuentra al sur del Japón y en Taiwán.